# Phytocoris salicis
Phytocoris salicis är en insektsart som beskrevs av Knight 1920. Phytocoris salicis ingår i släktet Phytocoris och familjen ängsskinnbaggar. Inga underarter finns listade i Catalogue of Life.